# 罌粟 (貓)
罌粟（英語：Poppy，1990年2月—2014年6月6日）是英國的一隻玳瑁色家貓，在2014年以24歲之高齡獲得金氏世界紀錄「世界現存最老貓」頭銜，並於同年去世。

## 生平
罌粟出生於1990年2月，5歲時被瑪格麗特及其女兒賈桂收養，10歲時改由賈桂飼養，居住於多塞特郡伯恩茅斯。雖然罌粟的年歲逐漸增長、健康每況愈下，晚年時又聾又瞎，但牠一直是家中其他貓的「老大」，賈桂說：「如果其他的貓想吃牠的食物，牠會咬牠們的耳朵」，此外她認為罌粟的「長壽秘訣」是吃得多、常做運動。
2014年2月，賈桂在罌粟度過24歲生日後替牠申請金氏世界紀錄。同年5月，罌粟終正式獲金氏世界紀錄認證為「世界現存最老貓」，時年24歲的牠相當於人類114歲。但不久之後（6月6日），罌粟便病逝了，賈桂將牠的遺體埋在家中花園內。